# (22312) Kelly
(22312) Kelly (1991 GW1) – planetoida z pasa głównego asteroid okrążająca Słońce w ciągu 3,43 lat w średniej odległości 2,27 j.a. Odkryta 14 kwietnia 1991 roku.